# Charanjit Kumar
Charanjit Kumar (11 april 1956) is een hockeyer uit India. 
Kumar won met de Indiase ploeg de gouden medaille tijdens de door afzeggingen gedevalueerde Olympische Spelen 1980 in Moskou. Kumar kwam alleen tijdens met de 18-0 gewonnen wedstrijd tegen Tanzania in actie.
In 1982 verloor Kumar de finale van de Aziatische Spelen in eigen land van aartsrivaal Pakistan.
Kumar nam in 1984 voor de tweede maal deel aan de Olympische Zomerspelen en behaalde de vijfde plaats.

## Erelijst
- 1980 –  Olympische Spelen in Moskou
- 1982 -  Champions Trophy in Amstelveen
- 1982 –  Aziatische Spelen in New Delhi
- 1984 – 5e Olympische Spelen in Los Angeles